# 丹尼士·斯金納
（1932年2月11日—），英國前政治人物，1970至2019年擔任下議院議員。因為在國會的所作所為反叛，被人冠以「保素華怪獸」(Beast of Bolsolver) 之名。

## 早年生活
斯金納於1932年2月11日出生。他的政治取向是被他的出身影響的。保素華區的主要經濟活動是煤礦開採，而斯金納早年亦放棄進入一所高尚的文法學校去當開採煤礦工作。其後，斯金納於1967年入讀魯斯金學院（Rushkin College）。魯斯金學院是獨立的，並非牛津大學其中一所學院。

## 政治生涯

### 初期
斯金納於1956年加盟工黨，其後於1960年贏得克雷十字鎮議會一席位。斯金納亦於1964年出選德貝郡郡議會席位，同樣勝出。
斯金納在1966年被選為全國礦工工會（National Union of Miners, NUM）德貝郡分部主席。
斯金納在1970年大選時出戰保素華區議員席位，最後勝出。

### 現今
現在，斯金納已經是在國會內少數奉行階級主義政治的議員。所以，他經常被政治評論員標籤為工黨老左派的佼佼者。在戴卓爾夫人就任首相時期，斯金納認為工黨應該像保守黨強烈維護中產階級利益一樣，維護工人階級的權益。
斯金納是全國礦工工會會員，也在80年代礦業罷工潮時支持當時的工會會長亞瑟‧斯卡吉爾 (Arthur Scargill)。但是，當斯卡吉爾脫離工黨和幫助成立社會主義工黨時，斯金納就與他離異。
2019年，他輸掉議席予保守黨候選人。

## 外部連結
- Dennis Skinner Facebook Fan Page（页面存档备份，存于）
- Guardian Unlimited Politics - Ask Aristotle: Dennis Skinner MP（页面存档备份，存于）
- TheyWorkForYou.com - Dennis Skinner MP（页面存档备份，存于）
- Biography
- The Public Whip - Dennis Skinner MP（页面存档备份，存于） voting record
- Dennis at a family get-together of his girlfriend's (second row on the left)（页面存档备份，存于）
- Contact details
- BBC News - Dennis Skinner（页面存档备份，存于） BBC profile

### News items
- Giving George Osborne a line of wit in December 2005（页面存档备份，存于）
- Junction 29A in December 2004
- Heart bypass in March 2003（页面存档备份，存于）

| 大不列颠及北爱尔兰联合王国国会 | 大不列颠及北爱尔兰联合王国国会        | 大不列颠及北爱尔兰联合王国国会 |
| ------------------------------ | ------------------------------------- | ------------------------------ |
| 前任者： 哈羅德·尼爾           | 英國下議院博爾索弗選區 1970年－2019年 | 繼任： 馬克·弗萊徹             |
| 官衔                           |                                       |                                |
| 前任： 尼尔·基诺克             | 工黨黨主席 1988年－1989年             | 繼任： 喬·理查森               |